# Gare de Paris-Austerlitz
Gare de Paris-Austerlitz, i daglig tale Gare d'Austerlitz, er en af Paris seks store jernbanestationer. Den er beliggende umiddelbart syd for Seinen, i 13. arrondissement. Oprindeligt hed stationen Gare d'Orléans ved sin åbning 20. sept. 1840. Det er en rebroussementsstation (togene kan ikke køre igennem) med 21 perronspor samt fire underjordiske spor.
Fra stationen afgår vanligvis tog, der skal mod syd, eksempelvis til Madrid, Toulouse og rivieraen. Da TGV Atlantique blev etableret, faldt passagerantalet fra denne station kraftigt, idet TGV Atlantique udgår fra Gare de Paris-Montparnasse.
Stationen betjener endvidere Paris metro linje 5 og linje 10, samt RER linje C.
Banegårdsbygningen er tegnet af arkitekten Pierre-Louis Renaud.
| Jernbane | Spire Denne jernbaneartikel er en spire som bør udbygges. Du er velkommen til at hjælpe Wikipedia ved at udvide den. |

48°50′30″N 2°21′58″Ø / 48.84167°N 2.36611°Ø